# Milan Stahuljak
Milan Stahuljak (Bjelovar, 17. kolovoza 1878. – Zagreb, 2. travnja 1962.), hrvatski skladatelj i dirigent.
Maturirao je u Klasičnoj gimnaziji u Zagrebu 1896. godine. Studij klasičnih jezika završio je u Zagrebu, gdje je učio glazbu. Bio je profesor latinskoga i grčkog jezika, osnovao i vodio đačke tamburaške sastave i zborove. Predavao je u zagrebačkoj Klasičnoj gimnaziji od 1914. do 1932. godine.
Napisao je oko 300 skladbi za tambure, priredio i objavio zbirke skladbi ("Dravski zvuci", "Citraški album"), rasprave o tamburaškoj glazbi i pedagoške radove.